# Farah (distrikt)
Farah är ett distrikt i Afghanistan. Det ligger i provinsen Farah, i den västra delen av landet, 700 kilometer väster om huvudstaden Kabul. Administrativ huvudort är provinshuvudstaden Farah.
Distriktet beräknades år 2022 ha cirka 133 000 invånare.